# 神山みれい
神山 みれい（かみやま みれい、2000年9月5日 - ）は、日本のショーダンサー、グラビアアイドル、女優、タレント。

## 略歴
熊本県に生まれ育ち、十代の頃、将来の進路として見つけたのがダンス経験を生かせるバーレスク東京だった。しかし、女手ひとつで育ててくれた心配性な母に配慮し、上京して働き始めるのは成人してからと決めて、高校を卒業後はタピオカ店でアルバイトをするなどして、ひそかに計画を立てて過ごしていた。
20歳になり、上京後の住居や生活費についても、しっかり答えられるように準備してから伝えたことにより、母にも真剣な気持ちが伝わり、了解を得ることができた。
コロナ禍の中、バーレスク東京のオーディションに合格し、2020年11月1日にデビュー。
デビュー後は"美しすぎるダンサー"として話題になり、タレントやグラドルとしても活躍の場を広げ、ボートレース専門チャンネル『JLC』のオフィシャルサポーターとしても活動している。
2022年12月、「バーレスク東京」で開催された“今年一番輝いていたダンサー”を投票で決める「Queen of BURLESQUE 2022」で9位（272票）、「Next Breaker of BURLESQUE 2022」で5位（465票）のダブル受賞を果たした。
2023年12月、「Queen of BURLESQUE 2023」で、激戦の中、準グランプリ（1,920票）に輝いた。
2024年3月、自身初となるアパレルブランドとのコラボ『kitson me×みれい』で、半袖Tシャツ、キャップ、ジョガーパンツを発売した。
2024年5月、所属の「バーレスク東京」が、屋号を新名称「ROKUSAN ANGEL」（ロクサンエンジェル）に変更した。
2024年11月11日、出版物として初のソロ写真集となる『時間紀行』（双葉社）が発売された。
2024年11月に行われた「バーレスク総選挙2024」の1次選考で3位を獲得し、同年12月に行われたファイナルステージでは1位（6,884pt）となりグランプリを獲得した。
人気ダンサーとして活躍するだけでなく、グラビアや女優など、多方面に芸能活動の幅を広げている。

## 人物
- 趣味は美味しいご飯屋さん巡り、映画鑑賞、shopping、美容、旅行。特技は振り覚えの速さ[19][20]。
- 好きな食べ物はおせんべい、みかん、ご飯（白米）[21]。
- 学生時代には医療系（看護師）の勉強をしていた[21]。
- バーレスク東京のオーディションを受けた際、特技を〝ダンス〟としながら、「ちょっと踊ってみて」とリクエストされたのに、準備していなかったので「できないです」と断ってしまい、落選を覚悟して友達に慰められた[3]。
- デビューから「みれい」で活動してきたが、DVD発売をきっかけに苗字を付けて「神山みれい」となった[22]。
- 月に一度は自分へのご褒美で旅行に行くと決めていて、その中でも韓国が大好きで2ヶ月に1回は行く[23]。
- 長身を活かしたステージパフォーマンスと鍛え抜かれたスタイルに定評があるが、話すと無邪気で子供っぽくギャップが強いため、ファンによりX(旧Twitter)に〝#みれい4さい〟というハッシュタグで写真とエピソードが掲載され、本人もTiktokのアカウント名は〝神山4さい〟としている[24]。
- グラビアを始めたきっかけは、客としてバーレスクに来ていた週プレスタッフの金髪りさが「グラビア、興味ないの？」と声をかけたこと。それまではグラビアをやってみたい気持ちはなかったし、スタイルに自信があったわけではないので、最初は「どうして私なんだろう？」と不思議に思った[25][26]。

## 出演

### テレビ
- ザ・ノンフィクション（2021年5月23日、フジテレビ系列）[4]
- 新春ドラマスペシャル「緊急取調室」特別招集2022（2022年1月3日、テレビ朝日系列）[27]
- 全力坂（2022年10月18日、10月27日、11月7日、テレビ朝日系列）[28][29][30][31][32][33]
- 歩道・車道バラエティ 道との遭遇（2022年12月28日、CBCテレビ）※【名古屋の夜の道で、呂布カルマにハマりたい。】コーナーに出演
- ミュージックブレイク -美BODYの強化書-（2024年1月4日 - 、テレビ東京系）※美BODYガールとして出演
- 牙狼〈GARO〉ハガネを継ぐ者 第6話（2024年2月15日、TOKYO MX、BS日テレ）※モモコ役(初の役付出演)[34][35]
- それゆけ!!63エンジェル!!（2024年7月4日 - 、TOKYO MXテレビ）[36][37]
- シャッフルアイランドseason6(2025年7月10日 - 、ABEMA)

### 映画
- 翔んで埼玉 〜琵琶湖より愛をこめて〜（2023年11月23日公開）

### ラジオ
- オレたちゴチャ・まぜっ!〜集まれヤンヤン〜（2023年4月23日 - 2024年4月14日、MBSラジオ） - ヤンヤンガールズ15期生[38][39]

### インターネットTV
- クロちゃんとクルーちゃん（2022年4月1日 - 2023年3月31日、ABEMA TV）[40][41][42]
- ヒロミ・指原の“恋のお世話始めました”（2022年10月6日、ABEMA TV）[43]
- クロちゃんとクルーちゃん2nd（2023年4月7日 - 、ABEMA TV）[44]※「ABEMAボートレースガールズ」のメンバーとして準レギュラー出演

### WEB配信・ライブストリーミング放送・MV・動画（一部）
- Hikaru Channel（2021年8月23日、8月28日公開、Youtube）[45][46][47]
- Next Stageデビュー曲「NEXT STAGE」MV（2022年3月4日公開、Youtube）[48]
- 【#みれい（バーレスク東京）編】デジタル写真集 本人が語ってみた!（2022年7月19日公開、Youtube）[49]
- 【ダイジェスト初公開】『バーレスク東京』のトップダンサー・みれい 改め“神山みれい”初のグラビアDVDが発売決定！/神山みれい「きらめき」（2022年9月27日公開、Youtube）[50]
- かっつー ch（2022年10月8日公開、Youtube）[51]
- JLCレジャーチャンネル（2022年11月1日 - 、Youtube）[52]
- 週プレChannel（2023年3月3日公開、Youtube）[53]
- ミッドナイトボートレース2023！ミッドナイトスペシャルLIVE　#BUZZ BOAT（2023年5月14日、5月15日、10月14日、10月15日、10月17日、10月18日、【ボートレース公式 BOATRACE official】Youtube）[54]

### ライブ・イベント
- 『RIZIN.42』THEMATCH YA-MAN入場バックダンサー（2023年5月6日、東京・有明アリーナ）[55]
- Sarfes ～BURLESQUE TOKYOと行く千葉日帰りサウナフェスバスツアー～（2023年9月10日、TOKYO CLASSIC CAMP）
- プロジェクションマッピングイベント＜ABEMA BOATRACE X'mas in 六本木〜もうすぐグランプリ＆クイーンズ SP〜＞（2023年12月15日、SIX WAKE ROPPONGI）[56]

### 雑誌
- 週刊プレイボーイ50号（2021年11月29日、集英社）[57]
- 週刊ヤングマガジン14号（2022年3月7日、講談社）[58]※裏表紙
- 週刊プレイボーイ19号（2022年4月25日、集英社）[59]
- 近代麻雀 2022年7月号（2022年6月1日、竹書房）[60]
- FLASH (フラッシュ) 2022年8月16日号（2022年8月2日、光文社）[61][62]
- S Cawaii!(エスカワイイ) 2022年11月号（2022年9月16日、主婦の友社）[63]
- 週刊SPA！(スパ) 2022年11/1・8合併号（2022年10月25日、扶桑社）[64]※グラビア
- FRIDAY(フライデー) 2022年11/11号（2022年10月27日、講談社）[65]
- 月刊ENTAME(エンタメ) 2022年12月・2023年１月合併号（2022年10月28日、徳間書店）[66]※グラビア「SHOW TIME」
- 週間SPA！(スパ) 2022年11月15号（2022年11月8日、扶桑社）[67]
- FLASH(フラッシュ) 2022年11/29・12/6号（2022年11月15日、光文社）[68][69]※グラビア「全身、箱推し」
- EX大衆 2022年12月号（2022年11月15日、双葉社）[70]
- 週刊ポスト 2023年2/3号 (2023年1月23日、小学館)[71]
- 週刊プレイボーイ11号（2023年2月27日、集英社）[72]※グラビア
- ダンススクエア vol.55（2023年3月27日、マガジンハウス/日之出出版）[73]
- 旬撮ガールvol.14 別冊SPA!（2023年4月6日、扶桑社）[74][75]※グラビア
- グラビアザテレビジョン vol.67（2023年7月31日、KADOKAWA）[76]※グラビア
- 漫画パチスロ桃色パニック7（2024年8月5日、ガイドワークス）[77]※グラビア
- COMIC スロマンV（2024年10月10日、ガイドワークス）[78]※グラビア
- FLASH (フラッシュ) 2024年11/19号（2024年10月29日、光文社）※グラビア
- 週刊現代　2024年11月9日号（2024年11月1日、講談社）※グラビア
- 週間SPA！(スパ) 2024年11月19日号（2024年11月12日、扶桑社）※「六本木の夜を彩る 魅惑のダンサーが踊り狂う！！」グラビア記事
- 週刊大衆 2024年12月09日号（2024年11月25日、双葉社）※「美女画報」グラビア

### Web記事
- 仮面ライダーヒロインに憧れるショーダンサー・みれい「もう絶対に『できないです』って言いたくない」(2022年4月25日、週プレNEWS）[3]
- バーレスクみれいが自身の写真集とグラビアへの思いを語る。「最初は『どうして私なんだろう？』と不思議に思いました」（2022年7月20日、週プレNEWS）[25]
- バーレスク東京・神山みれい“エモカワ”グラビアで美ボディ魅せ（2022年7月20日、モデルプレス）[79]
- ”美しすぎるダンサー”神山みれい「入浴シーンは、特に気合を入れて撮影した」初グラビアDVD（2022年12月4日、日刊スポーツWeb）[80]
- 「美しすぎるダンサー」として話題。神山みれい（バーレスク東京）が水着グラビアで帰還！(2023年2月27日、週プレNEWS）[21]
- 過去最大の魅力全開 神山みれい 初写真集に自信 会見中の大胆早着替えにドキッ！てんちむも絶賛（2024年11月21日、Yahoo！ニュース）[81]
- 『63ANGEL』（旧『バーレスク東京』） ダンサー・神山みれい、ファースト写真集で故郷熊本へ…ターニングポイントを語る（2024年11月21日、Yahoo！ニュース）[82]
- 神山みれいの「THE CHANGE」インタビュー#1（2024年11月21日、双葉社 THE CHANGE）[83]
- 神山みれいの「THE CHANGE」インタビュー#2（2024年11月21日、双葉社 THE CHANGE）[84]

## 作品

### イメージDVD
- きらめき（2022年11月25日、コペル）[85][86]

### 写真集
- バーレスク東京 2023 リアル竜宮城の舞姫たち（2023年2月20日、主婦の友社、撮影：橋本憲和）ISBN 978-4074543045 ※他モデル：もも、らんか、まりん、ナナ[87][88]
- 時間紀行（2024年11月11日、双葉社、撮影：鈴木ゴータ）ISBN 978-4575319248[89]

### デジタル写真集
- 気高い星（2022年4月25日、集英社［週プレ PHOTO BOOK］、撮影：唐木貴央）[90]
- NEXT推しガール！ バーレスク Mirei（2022年7月22日、講談社［ヤンマガデジタル写真集］、撮影：LUCKMAN）[91]
- NEXT推しガール！ バーレスク Momo Mirei Marin Futaba＜140枚完全版＞（2022年7月22日、講談社［ヤンマガデジタル写真集］、撮影：LUCKMAN）※他モデル：もも、まりん、ふたば[92]
- sweet heart（2022年10月28日、主婦の友社［エモカワ DIGITAL PHOTOBOOK 003］、撮影：河西遼）[93]
- みれいまみれ（2023年1月27日、小学館［週刊ポストデジタル写真集］、撮影：LUCKMAN）[94]
- 溶け合うまで（2023年2月27日、集英社［週プレ PHOTO BOOK］、撮影：笠井爾示）[95]
- Burlesque Tokyo in wonderland.（2023年9月30日、KADOKAWA［Gテレデジタル！］）※共演：もも[96]
- Goddess only knows（2024年10月21日、ガイドワークス［GUIDEWORKS DIGITAL PHOTO BOOK］、撮影：鈴木ゴータ）[97]
- Queen of Fire（2025年2月10日、小学館［スピ/サン グラビアフォトブック］、撮影：中山雅文）[98]